# 1965
Il 1965 (MCMLXV in numeri romani) è un anno  del XX secolo.

## Eventi

### Gennaio
- 2 gennaio – Repubblica Democratica del Congo: destituito il presidente Ciombe, sale al potere il generale Mobutu.
- 14 gennaio – primo incontro, dopo 43 anni, tra il Primo Ministro dell'Irlanda del Nord e il Taoiseach della Repubblica d'Irlanda.
- 24 gennaio – Londra: muore Sir Winston Churchill.
- Vietnam del Nord: primi bombardamenti americani.

### Febbraio
- 15 febbraio – il Canada cambia la propria bandiera, scegliendo la foglia d'acero come simbolo.
- 18 febbraio – indipendenza del Gambia
- 21 febbraio – Stati Uniti: viene assassinato Malcolm X, leader dei Black Muslims.

### Marzo
- Marzo – Stati Uniti: primi invii di truppe nel Vietnam del Sud
- 7 marzo
  - Italia: entra in vigore la istruzione ecumenica Sacrosanctum Concilium, che autorizza l'uso della lingua italiana in diverse parti della messa.
  - Alabama, USA: le forze dell'ordine attaccano 525 dimostranti per i diritti civili durante l'attraversamento del ponte Bridge nei pressi di Selma.
- 8 marzo – Đà Nẵng, Viet Nam: con lo sbarco dei primi Marines inizia ufficialmente la Guerra del Vietnam.
- 18 marzo – il cosmonauta Aleksej Archipovič Leonov, uscito da Voschod 2 per 12 minuti, effettua la prima passeggiata spaziale.
- 20 marzo
  - Il Lussemburgo vince l'Eurovision Song Contest, ospitato a Napoli, Italia.
  - Inizio della guerra indo-pakistana
- 21 marzo
  - Programma Ranger: la NASA lancia la sonda Ranger 9.
  - Martin Luther King guida 3.200 attivisti per i diritti civili nella terza marcia da Selma a Montgomery in Alabama.
- 22 marzo – Romania: Nicolae Ceaușescu diventa il primo segretario del Partito Comunista romeno.

### Aprile
- 3 aprile – il primo reattore nucleare spaziale, SNAP-10A, viene lanciato in orbita dagli USA e rimarrà in orbita per 43 giorni.
- 5 aprile – Los Angeles: Vittorio De Sica vince l'Oscar per il film Ieri, oggi e domani.
- 6 aprile – viene messo in orbita Early Bird il primo satellite commerciale per le telecomunicazioni.
- 8 aprile – Unione europea: entra in vigore il Trattato sulla fusione degli Esecutivi che istituisce un Consiglio e una Commissione unici per le 3 Comunità europee.
- 18 aprile – Pasqua cattolica
- 28 aprile
  - Le truppe statunitensi occupano la Repubblica Dominicana a seguito delle politiche di Juan Bosch, presidente dominicano liberamente eletto, che voleva riformare il sistema agrario e revisionare quello economico. Le truppe annienteranno l'ala sinistra di Bosch e lasceranno il paese solo nel '66.
  - Guerra del Vietnam: il primo ministro australiano Robert Menzies afferma che il suo paese andrà ad incrementare il numero delle truppe in Vietnam del Sud a seguito delle richieste del governo di Saigon.

### Maggio
- 1º maggio – battaglia di Dong-Yin tra Taiwan e Repubblica Popolare Cinese.
- 3-5 maggio - Roma: Al Convegno dell'hotel Parco dei Principi si gettano le basi della futura Strategia della tensione.
- 9 maggio – Torino: il chirurgo Luigi Solerio, l'anestesista Enrico Ciocatto e un'équipe di 22 chirurghi e anestesisti separano con un difficile intervento le due sorelle siamesi Giuseppina e Santina Foglia.
- 12 maggio
  - Il transatlantico italiano Michelangelo parte da Genova per il suo viaggio inaugurale.
  - La Germania Ovest e Israele iniziano le loro relazioni diplomatiche.
- 27 maggio: l'Inter batte il Benfica 1 a 0 e vince la Coppa dei Campioni 1964-65.

### Giugno
- 10 giugno – Guerra del Vietnam: battaglia di Dong Xoai
- 19 giugno – Algeria: viene deposto da un colpo di Stato militare il presidente Ben Bella. Nuovo capo di Stato diviene il generale Houari Boumedienne.

### Luglio
- 14 luglio – la sonda americana Mariner 4 raggiunge per la prima volta Marte: invierà alla Terra un totale di 21 foto.
- 16 luglio – con una solenne cerimonia, i presidenti Giuseppe Saragat e Charles De Gaulle inaugurano il Traforo del Monte Bianco.[1]
- 25 luglio – il transatlantico italiano Raffaello parte da Genova per il suo viaggio inaugurale.
- 26 luglio – le Maldive divengono interamente indipendenti dal Regno Unito.
- 28 luglio – Guerra del Vietnam: Lyndon B. Johnson annuncia l'intenzione di aumentare le truppe nel Vietnam del Sud da 75.000 a 125.000.

### Agosto
•  6 agosto - Stati Uniti: viene firmato dal presidente Lyndon B. Johnson il "Voting Rights Act", l'atto legislativo federale che proibisce qualsiasi discriminazione razziale nel voto.
- 7 agosto – Tunku Abdul Rahman, primo ministro malese, raccomanda l'espulsione di Singapore dalla Federazione della Malesia. Negozierà la separazione con Lee Kuan Yew, primo ministro di Singapore.
- 9 agosto
  - Singapore diventa indipendente.
  - Sesto (BZ): due carabinieri uccisi da terroristi altoatesini.

### Settembre
- Settembre – Parigi: il presidente Charles De Gaulle annuncia che la Francia uscirà dalla NATO.
- 2 settembre – Guerra indo-pakistana: truppe pakistane occupano il settore indiano del Kashmir mentre quelle indiane provano a invadere Lahore.
- 13 settembre – Casablanca, Marocco: inizia il Congresso dei paesi arabi. La Tunisia boicotterà l'evento.
- 14 settembre – apertura del quarto e ultimo periodo del Secondo Concilio Vaticano.
- 16 settembre – Iraq: fallisce un colpo di Stato contro il presidente Arif Abd ar-Razzaq.
- 18 settembre – il premier sovietico Aleksej Kosygin invita i leader di India e Pakistan a negoziare in Russia.
- 21 settembre – Gambia, Maldive e Singapore sono ammessi nell'ONU.
- 28 settembre – Cuba: Fidel Castro annuncia che chiunque voglia può emigrare negli Stati Uniti.

### Ottobre
- 1º ottobre – Indonesia: un golpe guidato dal movimento reazionario "Movimento 30 Settembre", guidato dal generale Haji Mohammad Suharto destituisce il presidente nazionalista e comunista Sukarno, con Suharto che prende il potere, dando inizio al genocidio indonesiano, che farà dai 2 ai 3 milioni di morti secondo stime recenti.
- 3 ottobre –si fonda a Cuba il PCC (Partito Comunista Cubano)
- 4-5 ottobre – Stati Uniti: Papa Paolo VI interviene all'ONU, invocando la ricerca della pace.
- 8 ottobre
  - Austria: i 7 Principi Fondamentali di Croce Rossa e Mezzaluna Rossa vengono adottati alla XX Conferenza Internazionale.
  - Il Comitato Olimpico Internazionale ammette la Germania dell'Est come membro.
- 9 ottobre – Guerra del Vietnam: un contingente di soldati sud coreani arriva in Vietnam del Sud.
- 13 ottobre – Congo: il presidente Joseph Kasa-Vubu forma un governo provvisorio con, a capo, Évariste Kimba.
- 15 ottobre – USA: Un folto gruppo di studenti organizza un rogo di cartoline di convocazione per il servizio militare.
- 18 ottobre – Indonesia: il governo indonesiano mette fuorilegge il partito comunista indonesiano.
- 20 ottobre – Germania dell'Ovest: Ludwig Erhard viene ri-eletto cancelliere.
- 21 ottobre – l'Organizzazione dell'Africa unita si riunisce ad Accra, Ghana.
- 27 ottobre – Brasile: Humberto de Alencar Castelo Branco rimuove i poteri dal parlamento, dai tribunali e dai partiti d'opposizione.

### Novembre
- 9 novembre – a New York avviene un blackout che lascia al buio la città per 12 ore
- Novembre – Cina: il presidente Mao Tse Tung e Lin Piao pongono sotto accusa i vertici del Partito Comunista Cinese. Nasce la Rivoluzione culturale.
- 11 novembre – Rhodesia: il primo ministro Ian Smith firma la UDI (Unilateral Declaration of Independence).
- 26 novembre – la Francia lancia con un proprio razzo il suo primo satellite artificiale, Asterix.

### Dicembre
- 7 dicembre - Papa Paolo VI ed il patriarca Atenagora di Costantinopoli cancellano le reciproche scomuniche del 1054 tra papa Leone IX ed il patriarca Michele I
- 8 dicembre – chiusura della 4ª e ultima sessione del Secondo Concilio Vaticano (aperto l'11 ottobre 1962). Vengono promulgati 11 documenti conciliari.
- 19 dicembre – Charles de Gaulle viene eletto presidente della repubblica francese.
- 30 dicembre – Filippine: Ferdinand Marcos diventa presidente.
- 31 dicembre -  Repubblica Centrafricana: durante i festeggiamenti di capodanno, il capo dello stato, David Dacko viene deposto da un colpo di stato operato dal capo di stato maggiore dell'esercito, Jean-Bédel Bokassa.

## Cultura, spettacolo e sport

### Cinema
- - Uccellacci e uccellini di Pier Paolo Pasolini
  - Accadde un'estate di Delmer Daves
  - Répulsion di Roman Polański
  - La Mandragola con Totò
  - Il tormento e l'estasi con Charlton Heston

### Televisione
- Prima edizione di Giochi senza frontiere

### Sport
- 25 maggio, Lewiston: Muhammad Ali sconfigge Sonny Liston nella rivincita per il titolo mondiale dei pesi massimi.
- 27 maggio – Milano: l'Inter bissa il successo in Coppa Campioni.
- 14 luglio - Parigi: il ciclista italiano Felice Gimondi vince il suo primo Tour de France.
- 15 settembre – Milano: l'Inter replica il trionfo nella Coppa Intercontinentale: riunendo nello stesso anno il titolo nazionale, il titolo europeo e il titolo mondiale i nerazzurri sono la prima squadra di calcio italiana a realizzare il treble.

### Musica
- Nasce il gruppo The Doors
- Nasce il gruppo Pink Floyd
- 26 ottobre: i The Beatles ricevono il Member of the British Empire dalla regina Elisabetta II.
- Nasce il gruppo Scorpions

### Tecnologia
- Da Cape Kennedy viene lanciato l'Early Bird (INTELSAT I), il primo satellite per telecomunicazioni per impieghi commerciali.
- Durante il 26º Salone internazionale dell'aeronautica e dello spazio di Parigi-Le Bourget viene presentato il modellino del Concorde.

### Biologia
- Max Perutz e colleghi studiano la struttura dell'emoglobina e determinano difetti genetici associati a cambiamenti nella sequenza del DNA.

## Nati
Ci sono circa 3 920 voci su persone nate nel 1965; vedi la pagina Nati nel 1965 per un elenco descrittivo o la categoria Nati nel 1965 per un indice alfabetico.

## Morti
Ci sono circa 1 070 voci su persone morte nel 1965; vedi la pagina Morti nel 1965 per un elenco descrittivo o la categoria Morti nel 1965 per un indice alfabetico.

## Calendario
| Calendario 1965 | Calendario 1965 | Calendario 1965 | Calendario 1965 | Calendario 1965 | Calendario 1965 | Calendario 1965 | Calendario 1965 | Calendario 1965 | Calendario 1965 | Calendario 1965 | Calendario 1965 | Calendario 1965 | Calendario 1965 | Calendario 1965 | Calendario 1965 | Calendario 1965 | Calendario 1965 | Calendario 1965 | Calendario 1965 | Calendario 1965 | Calendario 1965 | Calendario 1965 | Calendario 1965 | Calendario 1965 | Calendario 1965 | Calendario 1965 | Calendario 1965 | Calendario 1965 | Calendario 1965 | Calendario 1965 | Calendario 1965 | Calendario 1965 |
| --------------- | --------------- | --------------- | --------------- | --------------- | --------------- | --------------- | --------------- | --------------- | --------------- | --------------- | --------------- | --------------- | --------------- | --------------- | --------------- | --------------- | --------------- | --------------- | --------------- | --------------- | --------------- | --------------- | --------------- | --------------- | --------------- | --------------- | --------------- | --------------- | --------------- | --------------- | --------------- | --------------- |
|                 | 1               | 2               | 3               | 4               | 5               | 6               | 7               | 8               | 9               | 10              | 11              | 12              | 13              | 14              | 15              | 16              | 17              | 18              | 19              | 20              | 21              | 22              | 23              | 24              | 25              | 26              | 27              | 28              | 29              | 30              | 31              |                 |
| Gennaio         | Ve              | Sa              | Do              | Lu              | Ma              | Me              | Gi              | Ve              | Sa              | Do              | Lu              | Ma              | Me              | Gi              | Ve              | Sa              | Do              | Lu              | Ma              | Me              | Gi              | Ve              | Sa              | Do              | Lu              | Ma              | Me              | Gi              | Ve              | Sa              | Do              |                 |
| Febbraio        | Lu              | Ma              | Me              | Gi              | Ve              | Sa              | Do              | Lu              | Ma              | Me              | Gi              | Ve              | Sa              | Do              | Lu              | Ma              | Me              | Gi              | Ve              | Sa              | Do              | Lu              | Ma              | Me              | Gi              | Ve              | Sa              | Do              |                 |                 |                 |                 |
| Marzo           | Lu              | Ma              | Me              | Gi              | Ve              | Sa              | Do              | Lu              | Ma              | Me              | Gi              | Ve              | Sa              | Do              | Lu              | Ma              | Me              | Gi              | Ve              | Sa              | Do              | Lu              | Ma              | Me              | Gi              | Ve              | Sa              | Do              | Lu              | Ma              | Me              |                 |
| Aprile          | Gi              | Ve              | Sa              | Do              | Lu              | Ma              | Me              | Gi              | Ve              | Sa              | Do              | Lu              | Ma              | Me              | Gi              | Ve              | Sa              | Do              | Lu              | Ma              | Me              | Gi              | Ve              | Sa              | Do              | Lu              | Ma              | Me              | Gi              | Ve              |                 |                 |
| Maggio          | Sa              | Do              | Lu              | Ma              | Me              | Gi              | Ve              | Sa              | Do              | Lu              | Ma              | Me              | Gi              | Ve              | Sa              | Do              | Lu              | Ma              | Me              | Gi              | Ve              | Sa              | Do              | Lu              | Ma              | Me              | Gi              | Ve              | Sa              | Do              | Lu              |                 |
| Giugno          | Ma              | Me              | Gi              | Ve              | Sa              | Do              | Lu              | Ma              | Me              | Gi              | Ve              | Sa              | Do              | Lu              | Ma              | Me              | Gi              | Ve              | Sa              | Do              | Lu              | Ma              | Me              | Gi              | Ve              | Sa              | Do              | Lu              | Ma              | Me              |                 |                 |
| Luglio          | Gi              | Ve              | Sa              | Do              | Lu              | Ma              | Me              | Gi              | Ve              | Sa              | Do              | Lu              | Ma              | Me              | Gi              | Ve              | Sa              | Do              | Lu              | Ma              | Me              | Gi              | Ve              | Sa              | Do              | Lu              | Ma              | Me              | Gi              | Ve              | Sa              |                 |
| Agosto          | Do              | Lu              | Ma              | Me              | Gi              | Ve              | Sa              | Do              | Lu              | Ma              | Me              | Gi              | Ve              | Sa              | Do              | Lu              | Ma              | Me              | Gi              | Ve              | Sa              | Do              | Lu              | Ma              | Me              | Gi              | Ve              | Sa              | Do              | Lu              | Ma              |                 |
| Settembre       | Me              | Gi              | Ve              | Sa              | Do              | Lu              | Ma              | Me              | Gi              | Ve              | Sa              | Do              | Lu              | Ma              | Me              | Gi              | Ve              | Sa              | Do              | Lu              | Ma              | Me              | Gi              | Ve              | Sa              | Do              | Lu              | Ma              | Me              | Gi              |                 |                 |
| Ottobre         | Ve              | Sa              | Do              | Lu              | Ma              | Me              | Gi              | Ve              | Sa              | Do              | Lu              | Ma              | Me              | Gi              | Ve              | Sa              | Do              | Lu              | Ma              | Me              | Gi              | Ve              | Sa              | Do              | Lu              | Ma              | Me              | Gi              | Ve              | Sa              | Do              |                 |
| Novembre        | Lu              | Ma              | Me              | Gi              | Ve              | Sa              | Do              | Lu              | Ma              | Me              | Gi              | Ve              | Sa              | Do              | Lu              | Ma              | Me              | Gi              | Ve              | Sa              | Do              | Lu              | Ma              | Me              | Gi              | Ve              | Sa              | Do              | Lu              | Ma              |                 |                 |
| Dicembre        | Me              | Gi              | Ve              | Sa              | Do              | Lu              | Ma              | Me              | Gi              | Ve              | Sa              | Do              | Lu              | Ma              | Me              | Gi              | Ve              | Sa              | Do              | Lu              | Ma              | Me              | Gi              | Ve              | Sa              | Do              | Lu              | Ma              | Me              | Gi              | Ve              |                 |

## Premi Nobel
- per la Pace: Fondo delle Nazioni Unite per l'Infanzia
- per la Letteratura: Michail Aleksandrovich Sholokhov
- per la Medicina: François Jacob, André Lwoff, Jacques Monod
- per la Fisica: Richard P. Feynman, Julian Schwinger, Sin-Itiro Tomonaga
- per la Chimica: Robert Burns Woodward